# Vezdaea rheocarpa
Vezdaea rheocarpa är en svampart som beskrevs av Poelt & Döbbeler. Vezdaea rheocarpa ingår i släktet Vezdaea och familjen Vezdaeaceae.  Arten är reproducerande i Sverige. Inga underarter finns listade i Catalogue of Life.